# 德米特里·格拉德基
德米特里·斯皮里多诺维奇·格拉德基，（俄語：Дмитрий Спиридонович Гладкий，1911年10月6日（19日）—1959年10月27日），苏联党和国家领导人。曾任摩尔达维亚共产党中央第一书记。

## 生平
- 1911年10月6日（格里历：10月19日）出生于沙俄赫尔松省马尔托诺沙村的一个农民家庭。
- 1933年-1935年，苏联红军服役。
- 1935年-1938年，哈尔科夫工农学院，蒂拉斯波尔摩尔达维亚共产主义大学学习。
- 1938年，乌克兰共青团摩尔达维亚自治共和国团委部门负责人。
- 1938年-1946年，苏联红军服役，参与对德，对日作战。期间，1938年-1939年，苏联红军军事学院学习。1940年加入联共（布）。
- 1946年，摩尔达维亚共产党（布）基希讷乌市指导员。
- 1947年，摩共（布）拉普什尼扬斯基区委第二书记，摩共（布）斯特拉塞尼区委第一书记。
- 1947年-1950年，联共（布）中央高级党校学习。
- 1950年-1951年，摩共（布）卡拉拉什区委第一书记。
- 1951年2月-9月，摩共（布）中央委员会党、工会和共青团部部长。
- 1951年9月-1952年9月，摩共（布）中央委员会书记。
- 1952年9月-10月，摩共（布）中央第二书记。
- 1952年10月-1954年2月，摩共中央第一书记。
- 1954年2月-1959年4月，摩共中央第二书记。
- 1959年4月-1959年10月27日，摩尔达维亚工会中央委员会主席，于任上逝世，终年48岁。

格拉德基是第4-5届苏联最高苏维埃民族院代表，第2-5届摩尔达维亚苏维埃社会主义共和国最高苏维埃代表。

## 荣誉
- 列宁勋章
- 二级卫国战争勋章